# Johan Harald Kylin
Pour les articles homonymes, voir Kylin.
Johan Harald Kylin, le plus souvent simplement Harald Kylin, né le 5 février 1879 près de Vårgårda, mort le 16 décembre 1949 à Lund, est un botaniste suédois.

## Biographie
Il s'intéresse notamment à la phycologie. Sa thèse de doctorat, présentée en 1907 en langue allemande, porte ainsi sur le recensement et l'étude des algues de la côte occidentale de la Suède (Studien über die Algenflora der schwedischen Westküste). On lui doit également un ouvrage de référence sur les algues rouges (Die Gattungen der Rhodophyceen), publié en 1956 de manière posthume.
En 1920, il était devenu professeur de botanique à l'université de Lund et en  1939, membre de l'académie royale des sciences de Suède.